# بوریی
بوریی (به فرانسوی: Borée) یک کمون  در فرانسه است که در canton of Saint-Martin-de-Valamas واقع شده‌است. بوریی ۲۷٫۶۷ کیلومتر مربع مساحت دارد.